# نبرد وازیدمال
وازیدمال نام نبردی در تاریخ طبرستان در زمان مرعشیان بود. پیش از این نبرد مرتضی مرعشی با دادن باج به شاهرخ تیموری توانست حمایت او را به دست آورد و شورش دیگر شاهزادگان سادات که مدعی حکومت بودند، را سرکوب کند. پس از نبرد لپور که منجر به شکست نصیرالدین مرعشی شد، او همراه با خانوادهٔ خود نزد کیاییان در گیلان رفت و در پناه آنان بود.
پس از مدتی میان مرتضی و سید علی آمل، که در نبرد لپور متحد یکدیگر بودند، اختلاف پیش آمد. در این هنگام سید محمد کیا، امیر کیاییان، به نصیرالدین پیشنهاد کرد مجدداً علیه مرتضی بشورد. این بار سید علی آمل و نصیرالدین متحد شدند و در نبرد وازیدمال به جنگ مرتضی رفتند ولی مرتضی بار دیگر پیروز شد و سید علی و نصیرالدین دوباره به گیلان گریختند.
نصیرالدین مرعشی پس از اعلام حمایت شاهرخ از رقیبش، دربارهٔ این اتفاق گفت:
کاری که ما کردیم بسیار بد بود نباید چنین بدبختی در مازندران نهاده می‌شد. حالا به جایی رسیده‌ایم که برای باج‌دهی به این مغولان بر یکدیگر پیشی می‌گیریم.